# Mały Łysiec
Mały Łysiec (słow. Malý Lysec) – szczyt o wysokości 1697 m w słowackich Tatrach Zachodnich, znajdujący się w bocznej grani odbiegającej od Małego Salatyna w południowo-zachodnim kierunku. Taką nazwę podaje polska mapa turystyczna. Na słowackiej mapie szczyt ten nosi nazwę Jalovská hora, co w tłumaczeniu na język polski oznacza Jałowiecką Górę. Mały Łysiec (lub według słowackiej wersji Jalovská hora) znajduje się w zakończeniu tej grani, od Wielkiego Łyśca oddzielony jest płytką przełęczą. Południowe stoki Małego Łyśca (na polskiej mapie turystycznej opisane jako Bobrovecka hora) opadają do miejsca, w którym Dolina Jałowiecka rozgałęzia się na Dolinę Bobrowiecką i dolinę Parzychwost. Względna wysokość szczytu nad dnem Doliny Jałowieckiej wynosi 687 m. Mały Łysiec wznosi się nad 4 dolinami: Jałowiecką, Bobrowiecką, Parzychwostem oraz Doliną Głęboką (odgałęzienie doliny Parzychwost). Jego strome i skaliste stoki porasta las, a partie wierzchołkowe kosodrzewina. Kilka strumyków spływających żlebami z jego stoków zasila Potok z Polany lub Parzychwost. Jednym z tych żlebów schodzą czasami lawiny. Na polskiej mapie nie ma on nazwy, na słowackiej podpisany jest jako Pivnice.
Nie prowadzi przez niego żaden szlak turystyczny.